# Carl Dahlhaus
Carl Dahlhaus (Hannover, 10 de juny de 1928 – Berlín, 13 de març de 1989) va ser un musicòleg alemany. Com a historiador, analista, editor i organitzador, va ser una de les figures més destacades del seu camp en la segona meitat del segle xx. Amb els seus ensenyaments i gran volum d'escrits va explorar nous mètodes i camps d'estudi que van canviar el discurs musicològic.

## Biografia
L'educació de Carl Dhalhaus va ser interrompuda degut la Segona Guerra Mundial, on va servir al front i com a auxiliar de l'exèrcit contra atacs aèris. Va completar els seus estudis a través d'un programa especial dissenyat per aquells compromessos amb el combat. Va començar a interessar-se per la literatura prohibida i després de la guerra, va estudiar dret. A continuació, Dahlhaus va estudiar musicologia de 1947 a 1952 amb els mestres Wilibald Gurlitt a Friburg i Rudolf Gerber a Göttingen, on va obtenir el doctorat l'any 1953 amb una tesi analítica sobre les misses de Josquin Des Prés. Posteriorment, va entrar al món del teatre i el periodisme convertint-se en assessor literari del Deutsches Theater de Göttingen (1950-58), gràcies a Bertolt Brecht, i editor del Stuttgarter Zeitung (1960-62). En aquest moment, es va guanyar la reputació com a crític polèmic i com a defensor actiu de l'escola de Darmstadt, amb la qual es va associar anteriorment. De 1962 a 1966 va servir com a ajudant de recerca al centre de recerca musical estatal a la Universitat de Kiel. L'any 1966 va completar un estudi pioner sobre els orígens de la tonalitat. Després, va servir breument al personal de la Universitat de Saarbrücken abans de ser nomenat al 1967 per substituir Hans Heinz Stuckenschmidt al departament de musicologia de la Technische Universität de Berlín. Durant els següents 20 anys, va fer créixer el departament fins a tenir una posició d'estatura internacional, que va atreure un gran volum d'estudiants de tot el món.
Tot i que va estar malalt crònicament la major part de la seva carrera posterior, Dahlhaus manté un horari extremadament ocupat com a mestre, editor i administrador. Va ser membre de la Junta de Supervisors del Consell de Música Alemanya, president de la Societat per a la Investigació de la Música (1977-9), co-creador de 'Universitat Oberta' d'Alemanya (Funkkolleg), cap de redacció de l'edició de recopilació de Richard Wagner (1970), i l'esperit guia de la nova edició del lèxic musical de Riemann (1972-5), els múltiples volums de Neues Handbuch der Musikwissenschaft (1980-1995). El més notable, va ser una sèrie de publicacions seminals sobre un ampli ventall de temes que el situen entre els escriptors més prolífics i provocadors del seu àmbit. A mitjans de la dècada dels 80, va ser generalment reconegut tant a casa com a l'estranger com a figura líder en la vida intel·lectual d'Alemanya. L'any 1984, Dahlhaus va ser introduït a l'ordre Pour le Mérite (un honor prèviament atorgat a Furtwängler i Richard Strauss) i un any més tard, va ser guardonat amb el Grosses Verdienstkreuz der Bundesrepublik Deutschland. En el moment de la seva mort per insuficiència renal Carl Dahlhaus estava escrivint una breu història de la música occidental que hauria estat el seu primer llibrepublicat directament en anglès.
Dahlhaus va escriure 25 llibres, més de 400 articles, i va contribuir a 150 altres escrits en una gamma ampla de temes, encara que la majoria d'aquests tractaven sobre la història de música occidental i particularment del segle xix (i.e. Música romàntica). Dahlhaus estava molt interessat en la música de Richard Wagner i les seves idees sobre el drama musical com una "obra d'art total". Els seus temes favorits a tractar incloien la teoria de música, l'estètica de música, i la prehistòria de "música nova".

## Influència a la musicologia[1]
Al final de la seva carrera, Dahlhaus es va convertir en la figura més influent de la musicologia internacional, gran part dels documents musicològics presentaven el seu nom o idees i els seus escrits es traduïen a la majoria de les llengües principals. Tot i això, sempre havia estat una figura controvertida: la seva trajectòria professional inusual i els seus interessos van provocar sospites entre els seus col·legues alemanys, que el van acusar de descuidar les disciplines musicològiques estàndard de la bibliografia, la filologia i la investigació arxivística i van considerar que la seva atracció cap al teatre musical i l'avantguarda el van apartar de la gran tradició austro-alemanya (pel contrari, els musicòlegs fora d'Alemanya el van acusar de germanocentrisme). Al final, la força dels seus escrits i el gran nombre dels seus alumnes van superar aquestes crítiques.
La seva influència es va sentir aviat en diverses direccions simultànies: 
- El restabliment de l'estètica com a disciplina musicològica central
- L'elaboració d'un marc intel·lectual per a la història i l'anàlisi de la música avantguardista del segle XX
- L'ampliació dels camps d'estudi acceptats per incloure musicologia sistemàtica, història institucional, música de saló i altres temes ancestrals
- El ressorgiment d'interès històric en la cultura musical del segle XIX

Després de la seva mort, la influència de Dahlhaus va entrar immediatament en un declivi. Sempre va ser un historiador d'àmplia base que va treure conclusions dels resultats de la investigació d'altres estudiosos, va ser responsable de deficiències fàctiques, per la suposada foscor del seu llenguatge i per la seva lleialtat a la tradició clàssica-romàntica alemanya.
Els articles influents van criticar el mal ús del concepte provinent de Max Weber del «tipus ideal» (una eina menor en la seva metodologia històrica) i la seva submissió al moviment estudiantil d'esquerres alemany de finals de la dècada dels seixanta. Les critiques més greus, es van referir a la seva incomprensió de conceptes tan bàsics com l'efecte d'alienació. Altres crítics van apuntar a les limitacions dels seus interessos: Dahlhaus va tenir molt a dir sobre etnomusicologia, música popular contemporània o algunes de les excrescències més salvatges de l'avantguarda (com Giacinto Scelsi) amb la qual es va sentir amb simpatia.
Tanmateix, pocs negarien l'extensió del seu assoliment en el seu conjunt: es pot dir que va establir els termes de discussió en l'estudi de la música dels segles XIX i XX, i els seus escrits sobre tots els temes abunden en idees i intuïcions que continuen tenint la capacitat de provocar i inspirar.

## Metodologia[1]
Dahlhaus va ser profundament influenciat per dues escoles de pensament històric: els historiadors estructuralistes francesos associats amb Fernand Braudel, i la teoria crítica del cercle de Frankfurt. Des de l'estructuralisme històric, va assenyalar la seva visió de la història com una successió a llarg termini de capes interactives complexes, els elements són capturats per l'historiador en una suspensió momentània de flux: una visió que explica la seva general manca d'interès en la història i la biografia. Des de l'escola de Frankfurt (especialment Walter Benjamin) va prendre les imatges de la "constel·lació" i el "camp de la força" com a principis organitzadors de la història escrita: qualsevol tema històric presenta un patró complex de parts constitutives, algunes més dominants, d'altres menys, però cada un d'ells en un estat dinàmic d'atracció i repulsió a tots els altres.
Els assajos històrics de Dahlhaus són, doncs, fonamentalment estructures no lineals i arguments històrics. Ambdós factors fan que els seus escrits siguin complexos en una primera lectura, igual que les seves sentències notòriament llargues i molt elaborades. Un altre llegat de l'escola de Frankfurt era la seva actitud cap a l'anàlisi, que no solia revelar connexions musicals amagades en una obra. Un analista brillant, Dahlhaus creia en no presentar els passos de les seves anàlisis, ni tan sols els resultats, sinó les conclusions històriques que s'extreuen d'aquests descobriments.
Potser la contribució més important de Dahlhaus a la historiografia musical va ser el seu ferm compromís amb un pluralisme metodològic autoreferent. Els seus assajos freqüentment modifiquen el seu atac metodològic, sovint explicant i justificant les seves raons per fer-ho i assenyalant les limitacions en cada nou mètode adoptat. És aquesta qualitat autoreflexiva, sovint transmetent la impressió que els seus assajos estan en conversa amb ells mateixos i desafien contínuament les seves pròpies hipòtesis, que ha portat els seus escrits a ser anomenats "dialèctics".
Al final, els interessos de gran abast de Dahlhaus li van donar un gran arsenal de mètodes per triar i una flexibilitat d'enfocament inusual per als estudiosos en el seu camp. Però per tota la seva diversitat, els seus escrits convergeixen repetidament en el punt mitjà fix del seu pensament musical: les grans obres mestres de la música occidental en el seu context cultural actual i el profund misteri de l'experiència artística.

## Alguns llibres publicats
- Richard Wagner's music dramas. (1979) Cambridge: Cambridge Univ. Press.
- Between romanticism and modernism. (1980) Berkeley: University of California Press.
- Esthetics of music. (1982) Cambridge: Cambridge University Press.
- ¿Qué es la música?. (1985) Barcelona: Acantilado.
- Schoenberg and the new music. (1987) Nova York: Cambridge University Press.
- La idea de la música absoluta. (1989) Cornellà de Llobregat (Barcelona): Idea Books.
- Nineteenth-century music. (1989) Berkeley: University of California Press.